# Tofstinamo
Tofstinamo (Nothoprocta ornata) är en fågel i familjen tinamoer inom ordningen tinamofåglar.

## Utbredning och systematik
Tofstinamo delas in i tre underarter:
- Nothoprocta ornata branickii – förekommer i punaområden i centrala Peru (Ancash till Apurimac)
- Nothoprocta ornata ornata (inklusive jimenezi och labradori) – förekommer i Anderna från sydöstra Peru till Bolivia och norra Chile
- Nothoprocta ornata rostrata – förekommer i Anderna i nordvästra Argentina (Jujuy och La Rioja)

## Status och hot
Arten har ett stort utbredningsområde, men tros minska i antal, dock inte tillräckligt kraftigt för att den ska betraktas som hotad. Internationella naturvårdsunionen IUCN listar arten som livskraftig (LC).